# الدرجة الاقتصادية الأساسية

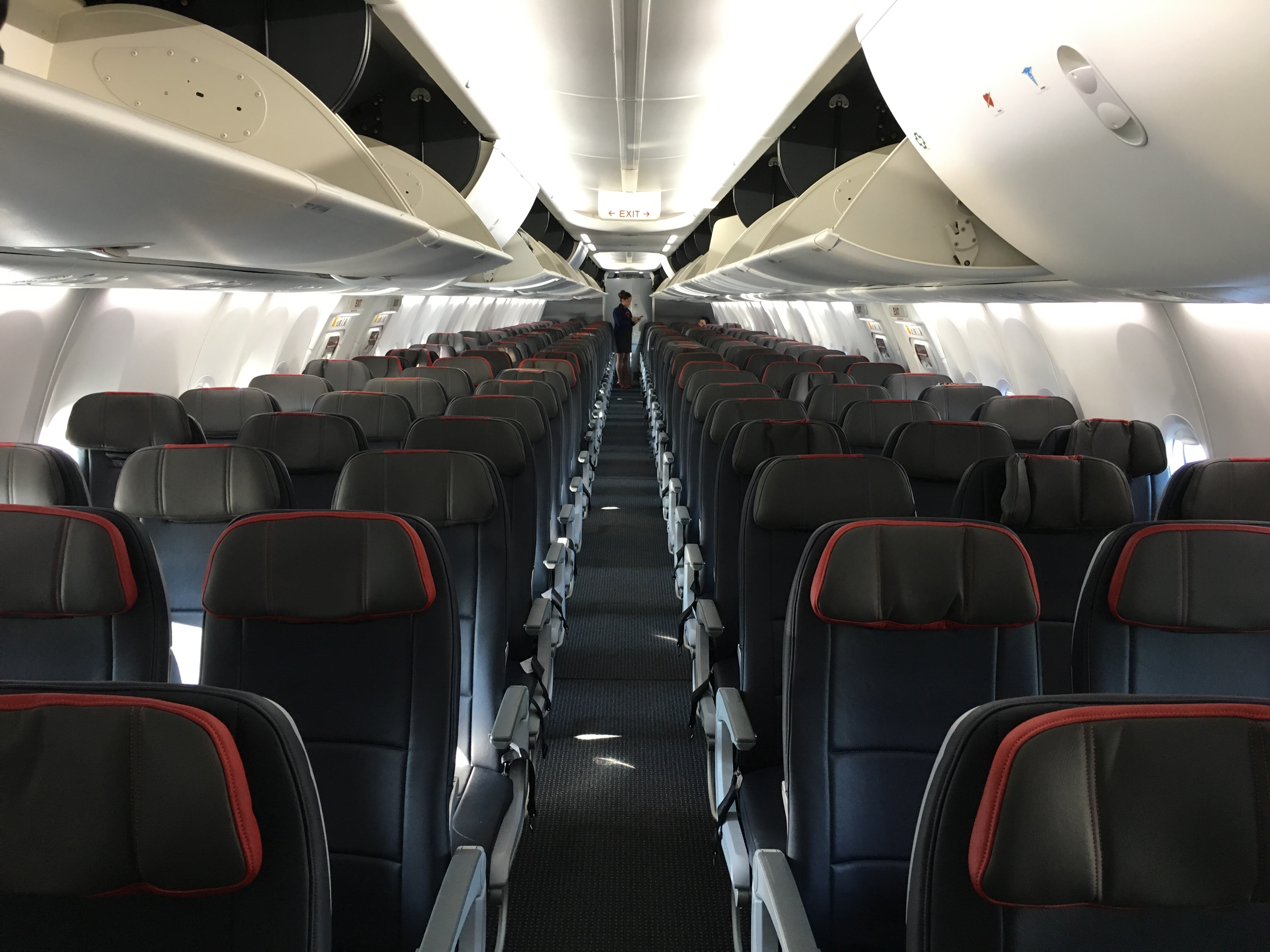
مقصورة الدرجة الاقتصادية لطائرة بوينغ 737 ماكس التابعة لشركة الخطوط الجوية الأمريكية

الدرجة الاقتصادية الأساسية هي درجة تقدمها عدد من شركات الطيران. حلت هذه الدرجة محل الدرجة الاقتصادية باعتبارها الخيار الأرخص للمسافرين جوًا. وعموماً تأتي مع مزيد من القيود عند مقارنتها بتكاليف الدرجة الاقتصادية. تتفاوت القيود بين شركات الطيران المختلفة، ولكنها بصورة عامة تتضمن عدم السماح للمسافرين بتغيير أو إلغاء التذاكر أو حتى اختيار المقاعد مجاناً. وينظر إليها على أنها إستراتيجية لتصنيف السوق.
كانت خطوط دلتا الجوية في الولايات المتحدة أول شركة طيران تقدم أسعاراً اقتصادية أساسية في عام 2012. بإطلاق دلتا لهذه الأسعار تبعتها خطوط يونايتد الجوية، وخطوط أمريكان الجوية، وخطوط ألاسكا الجوية، وجيت بلو، وخطوط هاواي الجوية وذلك بتقديم نسخة معدلة من الاقتصاد الأساسي، بالرغم من اختلاف القيود لكل شركة. قدمت عدة شركات طيران خارج الولايات المتحدة أسعاراً ذات قيود مماثلة تحت مسميات مختلفة، مثل حقائب اليد فقط.
وبوجه عام لاقى عرض أسعار الدرجة الاقتصادية الأساسية قبولاً سلبياً. على الرغم من أن العديد من شركات الطيران ادَّعت في البداية أن هذه الأسعار جرى تقديمها كوسيلة للتنافس بشكل أكثر فعالية مع شركات الطيران منخفضة التكلفة LCCs إلا أن الأسعار الاقتصادية الأساسية انتشرت تدريجياً إلى الخطوط الجوية دون منافسة LCC وبدلاً من ذلك رأت العديد من وسائل الإعلام أن هذه الأسعار إستراتيجية لتصنيف السوق لتشجيع المسافرين على دفع المزيد للاقتصاد القياسي تجنباً للقيود المرتبطة بالاقتصاد الأساسي وبالتالي توفير إيرادات إضافية لشركات الطيران.

## الهدف
وُصفت أسعار الدرجة الاقتصادية الأساسية وعلى نطاق واسع بأنها إستراتيجية لخطوط الطيران في تجزئة السوق من أجل زيادة المبيعات للعملاء بأسعار أكثر تكلفة بدلاً من منتج تريد شركات الطيران أن يشتريه العملاء. وصف جيرمي كويك المدير التنفيذي السابق للتسعير في شبكة الخطوط الجوية البريطانية درجة الاقتصاد الأساسية بأنها منتج آخر تستخدمه شركات الخطوط الجوية لمزيد من التجزئة في السوق. وفي مقال لجستن باخمان في صحيفة بلوم بيرك نيوز (Bloomberg News) بين أن أسعار درجة الاقتصاد الأساسية تجعل المسافرين يدفعون أكثر للطيران وأن شركات الطيران تزيد من إيراداتها بزيادة أسعار الدرجة الاقتصادية الأساسية في أثناء عرضها الاقتصاد الأساسي ما يجعل العملاء يتداولون الاقتصاد القياسي، وقد وصف باخمان هذه الظاهرة على أنها (خفة اليد في التسويق).
في رن وي كيل نيت وورك (Runway Girl Network) يقول الكاتب في علم الطيران سيث ملر إن الاقتصاد الأساسي ليس لمساعدة شركات الطيران للتنافس مع شركات الطيران ذات التكلفة الأقل LCC بل هو طريقة لشركات الطيران لزيادة الأرباح الإضافية وكدليل على هذا التوجه أشار ملر إلى أنه حين اقتصرت الأسعار الأساسية على الأسواق والتي تكون فيها الشركات كاملة الخدمات تتنافس مع شركات ذات التكلفة الأقل وبالنتيجة فقد تتوسع لتشمل الرحلات بدون منافسة شركة LCC وأشار إلى أن الاقتصاد الأساسي يعمل بشكل جيد بالضغط على المسافرين لإنفاق المزيد من الأموال على المنتج نفسه.

## القبول
منعت معظم الشركات موظفيها من شراء تذاكر الدرجة الاقتصادية الأساسية بسبب قيودها. على سبيل المثال، عند الإلغاء، لا يمكن للمسافرين من رجال الأعمال على درجة الاقتصاد الأساسي التحول إلى رحلة أخرى وقد يضطرهم ذلك إلى شراء تذاكر باهضة الثمن في اللحظات الأخيرة، ما يلغي أي توفير محتمل في التكاليف المنخفضة. لاحظ العديد من المسؤولين التنفيذيين عن تسعير شركات الطيران أن هذا الحصار الذي تفرضه الشركات هو ما كانت تأمله شركات الطيران، وإن هذه الإستراتيجية في تصنيف الأسعار فعالة في فصل مسافري الأعمال عن العملاء الأكثر تحسباً للسعر. وقارن سكوت مكارتني من صحيفة وول ستريت جورنال (Wall Street Journal) تكاليف الدرجة الاقتصادية الأساسية بسياسات التسعير الأخرى التي تستخدمها شركات الخطوط الجوية للحصول على المزيد من رسوم السفر من مسافري الشركات. مثل متطلبات الإقامة ليلة السبت، ومتطلبات الشراء بالدفع المقدم، وبرامج باعتماد أجور عدد الأميال بدلاً من المسافات المقطوعة.
في تصريح لوليام ماكغي من تقارير المستهلك ذُكر أن أسعار الاقتصاد الأساسية «تأتي مع مضايقات كبيرة» وإن عدم الوعي بالقيود يؤدي إلى رسوم إضافية تلغي الوفورات من فرق السعر مع الاقتصاد القياسي. غير أن ماكغي لاحظ أن الأسعار الاقتصادية الأساسية قد تظل أفضل من الأسعار الأرخص على شركات النقل منخفضة التكلفة للغاية بسبب زيادة عدد الرحلات الجوية والطائرات الجديدة وارتفاع درجة الثقة التي توفرها شركات الطيران الرئيسية.
استجابة لطلب حرية المعلومات أصدرت وزارة النقل في الولايات المتحدة ما يقارب 50 صفحة من شكاوى العملاء بين مايو وسبتمبر 2017. والتي قامت خلالها شركات الطيران بنشر أسعار الاقتصاد الأساسية على نطاق واسع. ولاحظت باربرا بيترسون، من كوندي ناست ترافيلر، أن هذه الشكاوى تشمل مسافرين لا يعرفون متطلبات تسجيل الدخول من المطار، ووكالات السفر على شبكة الإنترنت التي لا تعرض أنظمة الأسعار للعملاء.